# Heinrich Laakmann (Verleger)

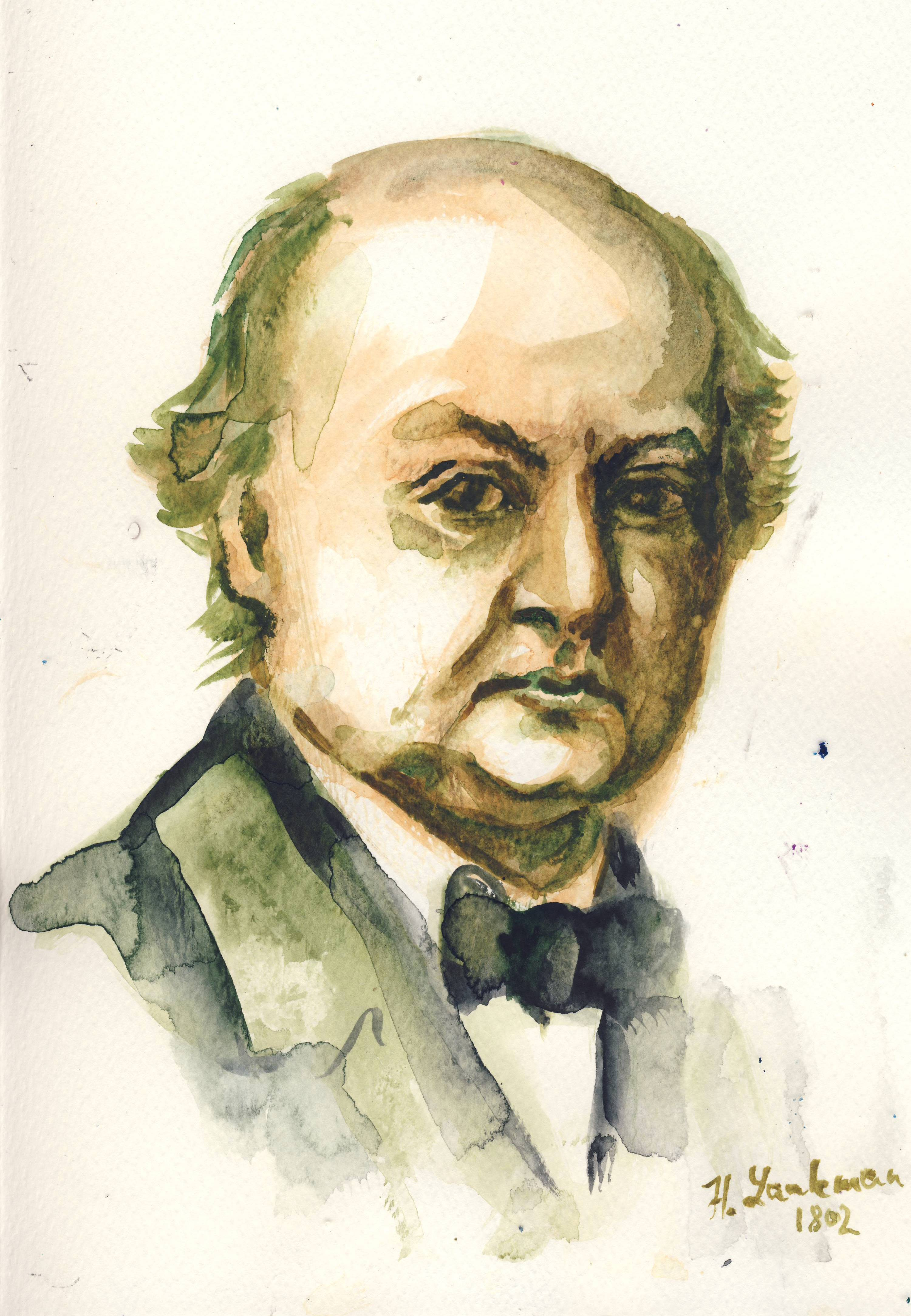
Heinrich Laakmann

Heinrich Laakmann (* 7. Oktober 1802 in Lübeck; † 14. Juni 1891 in Tartu) war ein deutscher Drucker, Verleger und Buchhändler in Estland, der entscheidende Bedeutung für die estnische Nationalbewegung im 19. Jahrhundert erlangte.

## Leben
Heinrich Laakmann kam in einer Kaufmannsfamilie zur Welt, die allerdings ihr Vermögen während der napoleonischen Kriege verlor. Er erlernte das Druckerhandwerk in Lübeck und begab sich, wie damals üblich, anschließend auf Wanderschaft. Zwei Jahre hielt er sich in Frankfurt am Main auf, ein Jahr in Paris.
1827 kehrte Laakmann nach Lübeck zurück und arbeitete fünf weitere Jahre in der Druckerei von G. C. Schmidt, wo er auch seine Ausbildung erhalten hatte. 1832 zog er auf Einladung seines Freundes aus der Zeit der Wanderschaft, Friedrich Montag, nach Tallinn. Dort war Montag 1827 durch Heirat Eigentümer der Druckerei Lindfors’ Erben geworden. Laakmann zog zunächst jedoch weiter nach Moskau, wo er Arbeit in einer französischen Druckerei zu finden hoffte, erhielt aber nur eine Anstellung als Deutsch- und Französischlehrer. Als Montag 1836 starb, siedelte er wieder nach Tallinn über und übernahm die Druckerei Lindfors’ Erben.
1837 gründete Laakmann, zunächst als Filiale von Lindfors’ Erben, eine Druckerei in Tartu. Sie verselbstständigte sich 1840 unter seinem Namen, und 1844 übersiedelte Laakmann ganz nach Tartu. Dort baute er sein Unternehmen systematisch aus und beteiligte sich auch aktiv am gesellschaftlichen Leben. Er war Ehrenmitglied der Vanemuine-Gesellschaft (1867) und Mitglied der Gelehrten Estnischen Gesellschaft.

## Druckerei
Als Laakmann seine Druckerei in Tartu aufbaute, gab es im ganzen Land erst vier Druckereien, von denen sich keine speziell um estnische Druckerzeugnisse kümmerte. Durch Einsatz moderner Technik und eine Konzentration auf estnischsprachige Bücher erlangte Laakmanns Druckerei schnell eine führende Position in Estland.
Laakmann legte Wert auf Illustrationen und verwendete als einer der ersten Drucker in Estland Holzschnitte und Lithographien. 1844 druckte Laakmann das erste Buch in der neuen Orthographie von Eduard Ahrens, Gustav Heinrich Schüdlöffels Übersetzung eines Buchs von Toomas Westen. Auch die zweite Auflage der estnischen Grammatik von Ahrens, mit der sich die neue Orthografie durchzusetzen begann, wurde 1853 bei Laakmann gedruckt. 1846 führte Laakmann die erste Schnellpresse im Lande ein.
Mitte der 1870er-Jahre gründete Laakmann auch eine Buchbinderei. 1880 übergab Laakmann das Unternehmen an seinen Sohn Carl Heinrich Leopold Laakmann (1844–1908). Nach dessen Tode bestand die Firma noch bis 1934.

## Verlag
Als Verleger erlangte er vor allem deswegen Bedeutung, weil er einer der ersten seiner Art in Estland war, der seinen Autoren Honorare zahlte. Er war in praktisch allen Bereichen tätig, konzentrierte sich aber auf Periodika und die Schöne Literatur. Bei Laakmann erschien (ab 1843) die deutschsprachige Wochenzeitung Das Inland, vor allem aber auch die wichtigste estnische Zeitung, Johann Voldemar Jannsens Eesti Postimees (ab 1864) und weitere estnische Periodika. Außerdem gab er viele Kalender heraus.
Laakmann verlegte praktisch alle Bücher von Friedrich Reinhold Kreutzwald, darunter auch die Erstausgabe des Kalevipoeg, die zwischen 1857 und 1861 in sechs Lieferungen der Verhandlungen der Gelehrten Estnischen Gesellschaft erschien. Auch diverse Erstausgaben von Lydia Koidulas Werken sind bei ihm erschienen. Ebenso Bücher von Eduard Bornhöhe, Friedrich Kuhlbars, Juhan Kunder und Jakob Pärn.
Eine besondere Bedeutung erlangten auch die Schulbücher von Carl Robert Jakobson, deren Rechte Laakmann 1874 komplett erstanden hatte. Allein der erste Band dieses dreiteiligen Werkes erreichte in den folgenden 40 Jahren eine Gesamtauflage von annähernd 100.000 Exemplaren.
Zur damaligen Praxis gehörte auch, dass Laakmann zahlreiche lukrative Titel ohne Absprache mit den Autoren neu auflegte. Das geschah nicht nur aus Profitgier, sondern auch aus Zeitersparnis, weil so die Zensur umgangen wurde. Trotzdem führte eine derartige Raubdruckpraxis gelegentlich zu Konflikten, da die Autoren sich zu Recht um ihre Honorare geprellt fühlten. Kreutzwald hatte sich schon manches mal über Laakmann beklagt: „Herr Laakmann in Dorpat ist an Versprechungen generös, aber das Wort halten gehört nicht zu seinen Tugenden…“ schrieb er 1861 an Anton Schiefner. Später entdeckte er, dass Laakmann seine Bücher ohne Erlaubnis neu aufgelegt hatte und musste ihm offenbar mit dem Gericht drohen, ehe er ein Honorar erhielt.
Dessen ungeachtet war Laakmann mit seinen annähernd 800 estnischsprachigen Büchern, die über ein Drittel der estnischen Buchproduktion im Zeitraum 1840 bis 1880 ausmachten, von unschätzbarer Bedeutung für die Entwicklung der estnischen Literatur und Buchkultur.

## Buchhandlung
Entsprechend den damaligen Gepflogenheiten vertrieb Laakmann seine Bücher zunächst selbst. Aber die Gründung eines eigenen Buchladens, wovon er lange träumte, scheiterte an der Starrheit der Zunft, die einen Fremden – Laakmann war ja aus Deutschland zugewandert – nicht zulassen wollte. Erst als 1867 das Zunftsystem aufgehoben wurde, gelang Laakmann die Eröffnung einer eigenen Buchhandlung. Damit war die erste Buchhandlung in Estland gegründet, die auf den Verkauf estnischer Bücher spezialisiert war.